# Boulton & Paul
Boulton & Paul Ltd var ett verkstadsföretag i Norwich, som under första världskriget ställde om viss del av sin tillverkning till flygplan. 
Företaget grundades 1797 i Norwich som en metallsmedja. Företaget växte och i början på 1900-talet var man ett framgångsrikt verkstadsföretag med produktion av hushållsprodukter. 1915 fick man en order på att licenstillverka flygplan för de brittiska krigsmyndigheterna. För Royal Aircraft Factory tillverkade man drygt 550 FE.2b. Ordern följdes av en licenstillverkning av Sopwith Camel. Licenstillverkningen ledde till att företaget fick god kännedom om hur flygplan var konstruerade, och man inrättade en egen konstruktionsavdelning för att få fram egna flygande produkter. Som konstruktör anställde man John Dudley North, som tidigare arbetat vid Austins flygavdelning. Men första världskriget avslutades innan företaget fick fram en egen produkt, som kunde konkurrera med andra konstruktioner. Företagets P.3 Bobolink var underlägsen jaktflygplanet Sopwith Snipe och bombflygplanet P.7 Bourges avbeställdes på grund av freden. 
Vid företaget utvecklade man en egen konstruktion av vridbara tornhus som kunde förses med beväpning. Med tornhuset monterat på ett flygplan behövde inte skytten längre sitta i en öppen sittbrunn. Ett torn monterades i nosen på det nykonstruerade tvåmotoriga bombflygplanet P.29 Sidestrand. Tornkonstruktionen vidareutvecklades till bombflygplanet Overstrand, där det manövrerades med hjälp av tryckluft. Under 1930-talet lyckades man tillverka mindre torn som var lämpliga för montering i jaktflygplan. När den brittiske luftfartsministern bestämde att två luftskepp skulle tillverkas i tävlan mellan statliga företag och den privata flygindustrin, blev Boulton & Paul ansvariga för skelettkonstruktionen av luftskeppet R101. Delarna till skelettet tillverkades vid fabriken och fraktades till Cardington, där slutmonteringen utfördes. För att leverera flygplanen till sina kunder iordningställde man ett flygstråk vid Mousehold Heath i Norwich. Stråket kom senare att byggas ut till Norwich Airport första flygplats. 
Boulton & Paul sålde sin flygavdelning 1934 och avdelningen bildade ett självständigt bolag under namnet Boulton Paul Aircraft Ltd.  

## Flygplan producerade vid Boulton & Paul Ltd
- Boulton Paul Atlantic 1919
- Boulton Paul Bolton 1922
- Boulton Paul Bugle 1923
- Boulton Paul Bodmin 1924
- Boulton Paul Partridge 1928
- Boulton Paul Phoenix 1929
- P.3 Bobolink 1918
- P.6 1918
- P.7 Bourges 1918
- P.9 1919
- P.29 Sidestrand 1926
- P.31 Bittern 1927
- P.32 1931
- P.64 Mailplane 1933
- P.75 Overstrand 1933
- P.71A 1934